# Sadawarna
Sadawarna is een bestuurslaag in het regentschap Subang van de provincie West-Java, Indonesië. Sadawarna telt 4733 inwoners (volkstelling 2010).